# Districtul Nong Chik
Nong Chik (thailandeză หนองจิก) este un district (amphoe) în Provincia Pattani, în Thailanda de sud.

## Istorie
Nong Chik era una dintre cele șapte state (Mueang) în care Regatul Pattani s-a despărțit la începutul secolului al XIX-lea pentru a diminua puterea împărăției afluente, care era adesea rebelă. Capitala era localizată în tambon-ul Nong Mai (Districtul Yarang). În 1901 sediul districtului s-a mutat la Tu Yong, unde este încă localizat azi.
Datorita amplasării sediului districtului în Tu Yong, districtul era renumit Tu Yong în 1917. În 1938 era renumit ca Nong Chik, care este numele istoric al districtului.

## Geografie
Districtele vecine sunt amphoe-ul Mueang Pattani, amphoe-ul Yarang, amphoe-ul Mae Lan and amphoe-ul Khok Pho al Provinciei Pattani, și amphoe-ul Thepha al Provinciei Songkhla. La nord este Golful Thailandei.

## Administrație
Districtul este subdivizat în 12 subdistricte (tambon), care sunt ulterior subdivizate în 74 sate (muban). Bo Thong și Nong Chik sunt două municipii subdistricte (thesaban tambon). Nong Chik încojoară părți al tambon-ului Tu Yong, pe vreme ce Bo Thong încojoară tambon-ul Bo Thong și părți al Bang Khao-ului. Sunt ulterior 11 organizații administrative ale tambon-ului.
| Număr | Nume          | Thailandeză | Sate | Locuitori |
| ----- | ------------- | ----------- | ---- | --------- |
| 1.    | Ko Po         | เกาะเปาะ    | 3    | 3,432     |
| 2.    | Kholo Tanyong | คอลอตันหยง   | 8    | 5,375     |
| 3.    | Don Rak       | ดอนรัก       | 7    | 5,025     |
| 4.    | Dato          | ดาโต๊ะ       | 5    | 2,706     |
| 5.    | Tuyong        | ตุยง         | 8    | 12,272    |
| 6.    | Tha Kamcham   | ท่ากำชำ      | 7    | 6,503     |
| 7.    | Bo Thong      | บ่อทอง       | 9    | 10,073    |
| 8.    | Bang Khao     | บางเขา      | 7    | 7,165     |
| 9.    | Bang Tawa     | บางตาวา     | 2    | 3,260     |
| 10.   | Pulo Puyo     | ปุโละปุโย     | 7    | 6,945     |
| 11.   | Yabi          | ยาบี         | 6    | 3,673     |
| 12.   | Lipa Sa-ngo   | ลิปะสะโง     | 5    | 3,081     |

## Link-uri
- amphoe.com